# Munronia unifoliolata
Munronia unifoliolata là một loài thực vật có hoa trong họ Meliaceae. Loài này được Oliv. mô tả khoa học đầu tiên năm 1887.